# Llista de muntanyes del País Valencià
Relació de muntanyes valencianes.
| Foto                                   | Nom                                         | Comarques         | Unitat de relleu                     | Altura   | Notes                                                                                           |
| -------------------------------------- | ------------------------------------------- | ----------------- | ------------------------------------ | -------- | ----------------------------------------------------------------------------------------------- |
| Alto de las Barracas, al Racó d'Ademús | Alto de las Barracas                        | Racó d'Ademús     | Javalambre                           | 1.837 m. | Cim més elevat del Racó d'Ademús i del País Valencià.                                           |
|                                        | Penyagolosa                                 | Alt Maestrat      | Massís del Penyagolosa               | 1.813 m. | Cim més elevat del Massís del Penyagolosa i de les comarques de Castelló.                       |
| Alt Millars                            | Penyagolosa                                 |                   | Massís del Penyagolosa               | 1.813 m. | Cim més elevat del Massís del Penyagolosa i de les comarques de Castelló.                       |
| Alcalatén                              | Penyagolosa                                 |                   | Massís del Penyagolosa               | 1.813 m. | Cim més elevat del Massís del Penyagolosa i de les comarques de Castelló.                       |
|                                        | el Gavilán                                  | Racó d'Ademús     | Javalambre                           | 1.748 m. | Segon cim més elevat del Racó d'Ademús i tercer del País Valencià.                              |
|                                        | Cabezo de las Cruces                        | Alt Millars       | Serra de Nogueroles                  | 1.710 m. | Segon cim més elevat de l'Alt Millars i primer de la serra de Nogueroles en terres valencianes. |
|                                        | Tossal dels Montllats (o Moleta del Tossal) | els Ports         | Serra Brusca                         | 1.656 m. | Cim més elevat de la serra Brusca i dels Ports.                                                 |
|                                        | Alt de l'Atzevar                            | Alt Maestrat      | Serra de la Batalla                  | 1.652 m. | Cim més elevat de la serra de la Batalla i segon cim més elevat de l'Alt Maestrat.              |
|                                        | Puntal de Magaña                            | Alt Palància      | Serra del Toro                       | 1.615 m. | Cim més elevat de la serra del Toro i de l'Alt Palància.                                        |
|                                        | Aitana                                      | Marina Baixa      | Serra d'Aitana                       | 1.558 m. | Cim més elevat de la Marina Baixa i de la serra d'Aitana.                                       |
|                                        | Creu dels Tres Regnes                       | Racó d'Ademús     | Monts Universals                     | 1.556 m. | Cim més elevat dels Monts Universals en terres valencianes.                                     |
|                                        | Muela del Buitre                            | Serrania          | Moles d'Alpont                       | 1.548 m. | Cim més elevat de la Serrania.                                                                  |
|                                        | Alto de Sancho                              | Serrania          | Serra del Sabinar                    | 1.518 m. | Cim més elevat de la serra del Sabinar i segon de la Serrania.                                  |
|                                        | Tortajada                                   | Racó d'Ademús     | Serra de Tortajada                   | 1.514 m. | Cim més elevat de la serra Tortajada.                                                           |
|                                        | el Resinero                                 | Serrania          | Serra d'Andilla                      | 1.498 m. | Cim més elevat de la serra d'Andilla.                                                           |
|                                        | Puigcampana                                 | Marina Baixa      | Massís del Puigcampana               | 1.408 m. | Cim emblemàtic.                                                                                 |
|                                        | Alto de Pina (o de Santa Bàrbara)           | Alt Palància      | Serra Espina                         | 1.399 m. | Cim més elevat de la Serra Espina.                                                              |
|                                        | Tossal d'en Canader                         | Baix Maestrat     | els Ports de Tortosa-Beseit          | 1.393 m. | Segon cim més elevat del massís dels Ports de Beseit i el primer del Baix Maestrat.             |
|                                        | Montcabrer                                  | Comtat            | Serra Mariola                        | 1.390 m. | Cim més elevat del Comtat i de la serra Mariola.                                                |
|                                        | Pla de la Casa                              | Comtat            | Serrella                             | 1.385 m. | Cim més elevat de la Serrella.                                                                  |
| Marina Baixa                           | Pla de la Casa                              |                   | Serrella                             | 1.385 m. | Cim més elevat de la Serrella.                                                                  |
|                                        | Menejador                                   | Alcoià            | Serra del Menejador                  | 1.352 m. | Cim més elevat de l'Alcoià i de la serra del Menejador.                                         |
|                                        | Tossal del Rei                              | Baix Maestrat     | Ports del Beseit                     | 1.350 m. |                                                                                                 |
|                                        | la Bellida                                  | Alt Palància      | Serra d'Andilla                      | 1.338 m  | Segon cim més elevat de la serra d'Andilla.                                                     |
|                                        | els Plans                                   | Alacantí          | Serra de la Carrasqueta              | 1.329 m. | Cim més elevat de l'Alacantí i de la serra de la Carrasqueta.                                   |
| Alcoià                                 | els Plans                                   |                   | Serra de la Carrasqueta              | 1.329 m. | Cim més elevat de l'Alacantí i de la serra de la Carrasqueta.                                   |
|                                        | Mola d'Ares                                 | Alt Maestrat      | Serra d'en Seller                    | 1.322 m. | El cim més elevat de la Serra d'en Seller.                                                      |
|                                        | el Pic del Remei                            | Plana d'Utiel     | Serra del Negrete                    | 1.306 m. | Cim més elevat de la Plana d'Utiel i de la serra del Negrete.                                   |
|                                        | el Picaio                                   | els Ports         | Serra Negra                          | 1.304 m. | Cim més elevat de la serra Negra.                                                               |
| Alt Maestrat                           | el Picaio                                   |                   | Serra Negra                          | 1.304 m. | Cim més elevat de la serra Negra.                                                               |
|                                        | el Picarcho                                 | Serrania          | Serra de Mira                        | 1.300 m. | Cim més elevat de la serra de Mira en terres valencianes.                                       |
| Plana d'Utiel                          | el Picarcho                                 |                   | Serra de Mira                        | 1.300 m. | Cim més elevat de la serra de Mira en terres valencianes.                                       |
|                                        | el Maigmó                                   | Alacantí          | Massís del Maigmó                    | 1.295 m. | Cim més elevat de la serra del Maigmó.                                                          |
| Alcoià                                 | el Maigmó                                   |                   | Massís del Maigmó                    | 1.295 m. | Cim més elevat de la serra del Maigmó.                                                          |
|                                        | els Fusters                                 | els Ports         | Massís del Muixacre                  | 1.294 m. | Cim més elevat del massís del Muixacre.                                                         |
|                                        | Tossal de la Nevera                         | Alt Maestrat      | Serra de la Nevera                   | 1.286 m. | Cim més elevat de la serra de la Nevera.                                                        |
| els Ports                              | Tossal de la Nevera                         |                   | Serra de la Nevera                   | 1.286 m. | Cim més elevat de la serra de la Nevera.                                                        |
|                                        | el Turmell                                  | Baix Maestrat     | Serra del Turmell                    | 1.273 m. | Cim més elevat de la serra del Turmell.                                                         |
|                                        | Mola del Carrascar                          | els Ports         | Serra de la Creu                     | 1.264 m. |                                                                                                 |
|                                        | Cerro de Palomeras                          | Vall de Cofrents  | Serra de Palomeras                   | 1.259 m. | Cim més elevat de la Vall de Cofrents i de la serra de Palomeras.                               |
|                                        | El Tejo                                     | Plana d'Utiel     | Serra del Tejo                       | 1.250 m. | Cim més elevat de la serra del Tejo.                                                            |
|                                        | la Capella                                  | Alt Vinalopó      | Serra de Salines                     | 1.238 m. | Cim més elevat de l'Alt Vinalopó i el Vinalopó Mitjà, i de la serra de Salines.                 |
| Vinalopó Mitjà                         | la Capella                                  |                   | Serra de Salines                     | 1.238 m. | Cim més elevat de l'Alt Vinalopó i el Vinalopó Mitjà, i de la serra de Salines.                 |
|                                        | la Replana                                  | Alcoià            | Serra de l'Arguenya                  | 1.228 m. | Cim més elevat de la serra de l'Alguenya.                                                       |
|                                        | Alt de la Barcella                          | Alcoià            | Serra d'Onil                         | 1.211 m. | Cim més elevat de la serra d'Onil.                                                              |
|                                        | Alt del Cabeçó d'Or                         | Alacantí          | Serra del Cabeçó d'Or                | 1.208 m. | Cim emblemàtic.                                                                                 |
|                                        | Ponotx                                      | Marina Baixa      | Serra del Ponotx                     | 1.183 m. | Cim més elevat de la serra del Ponotx.                                                          |
|                                        | Alt de la Codolla                           | Vall d'Albaida    | Serra Mariola                        | 1.169 m. | Cim més elevat de la Vall d'Albaida.                                                            |
|                                        | la Cilla del Sit                            | Vinalopó Mitjà    | Serra del Sit                        | 1.147 m. | Segon cim més elevat del Vinalopó Mitjà.                                                        |
|                                        | los Azagadores                              | Serrania          | Serra d'Alcotas                      | 1.132 m. | Cim més elevat de la serra d'Alcotas.                                                           |
|                                        | Bèrnia                                      | Marina Alta       | Serra de Bèrnia                      | 1.128 m. | Cim més elevat de la Marina Alta i de la serra de Bèrnia.                                       |
| Marina Baixa                           | Bèrnia                                      |                   | Serra de Bèrnia                      | 1.128 m. | Cim més elevat de la Marina Alta i de la serra de Bèrnia.                                       |
|                                        | Alto de Santa María                         | Foia de Bunyol    | Serra de Santa Maria                 | 1.127 m. | Cim més elevat de la Foia de Bunyol i de la serra de Santa Maria.                               |
| Serrania                               | Alto de Santa María                         |                   | Serra de Santa Maria                 | 1.127 m. | Cim més elevat de la Foia de Bunyol i de la serra de Santa Maria.                               |
|                                        | el Caroig                                   | Canal de Navarrés | Massís del Caroig                    | 1.126 m. | Cim més elevat de la Canal de Navarrés i del massís del Caroig.                                 |
| Vall de Cofrents                       | el Caroig                                   |                   | Massís del Caroig                    | 1.126 m. | Cim més elevat de la Canal de Navarrés i del massís del Caroig.                                 |
|                                        | Montcàtil                                   | Alt Maestrat      | Serra d'en Segures                   | 1.120 m. | Cim més elevat de la serra d'en Segures.                                                        |
|                                        | Puntal de la Nevera                         | Foia de Bunyol    | Serra de Malacara                    | 1.116 m. | Cim més elevat de la serra de Malacara.                                                         |
|                                        | Pic de la Ràpita                            | Alt Palància      | Serra d'Espadà                       | 1.106 m. | Cim més elevat de la serra d'Espadà i de la Plana Baixa.                                        |
| Plana Baixa                            | Pic de la Ràpita                            |                   | Serra d'Espadà                       | 1.106 m. | Cim més elevat de la serra d'Espadà i de la Plana Baixa.                                        |
|                                        | Alt del Benicadell                          | Comtat            | Serra del Benicadell                 | 1.104 m. | Cim més elevat de la serra del Benicadell.                                                      |
| Vall d'Albaida                         | Alt del Benicadell                          |                   | Serra del Benicadell                 | 1.104 m. | Cim més elevat de la serra del Benicadell.                                                      |
|                                        | Pic d'Espadà                                | Alt Palància      | Serra d'Espadà                       | 1.104 m. | Segon cim més elevat de la serra d'Espadà.                                                      |
| Plana Baixa                            | Pic d'Espadà                                |                   | Serra d'Espadà                       | 1.104 m. | Segon cim més elevat de la serra d'Espadà.                                                      |
|                                        | la Grana                                    | Alacantí          | Serra de la Grana                    | 1.094 m. | Cim més elevat de la serra de la Grana.                                                         |
| Marina Baixa                           | la Grana                                    |                   | Serra de la Grana                    | 1.094 m. | Cim més elevat de la serra de la Grana.                                                         |
|                                        | Puntal Gros                                 | Vinalopó Mitjà    | Serra de l'Algaiat                   | 1.086 m. | Cim més elevat del Baix Segura i de la serra de l'Algaiat.                                      |
| Baix Segura                            | Puntal Gros                                 |                   | Serra de l'Algaiat                   | 1.086 m. | Cim més elevat del Baix Segura i de la serra de l'Algaiat.                                      |
|                                        | Pico Martés                                 | Foia de Bunyol    | Serra de Martés                      | 1.083 m. | Cim més elevat de la serra de Martés                                                            |
| Vall de Cofrents                       | Pico Martés                                 |                   | Serra de Martés                      | 1.083 m. | Cim més elevat de la serra de Martés                                                            |
|                                        | l'Esparreguera                              | Alt Maestrat      | Serra d'Esparreguera                 | 1.085 m. | Cim més elevat de la serra d'Esparreguera.                                                      |
|                                        | Tossal de Saragossa                         | Plana Alta        | Serra d'en Galceran                  | 1.082 m. | Cim més elevat de la serra d'en Galceran i de la Plana Alta.                                    |
|                                        | Puntal del Conejo                           | Vall de Cofrents  | Serra del Boquerón                   | 1.064 m. | Cim més elevat de la serra del Boquerón.                                                        |
|                                        | Alto de Salomón                             | Vall de Cofrents  | Serra d'Ènguera                      | 1.061 m. | Cim més elevat de la serra d'Ènguera.                                                           |
| Canal de Navarrès                      | Alto de Salomón                             |                   | Serra d'Ènguera                      | 1.061 m. | Cim més elevat de la serra d'Ènguera.                                                           |
|                                        | Pic del Remei                               | Serrania          | Serra del Remei                      | 1.053 m. | Cim més elevat de la serra del Remei.                                                           |
|                                        | Moluengo                                    | Plana d'Utiel     | Serra de Rubial                      | 1.038 m. | Cim més elevat de la serra de Rubial.                                                           |
|                                        | Montmayor                                   | Alt Palància      | Serra Calderona                      | 1.015 m  | Cim més elevat de la serra Calderona.                                                           |
|                                        | Alt de la Safor                             | Safor             | Serra de la Safor                    | 1.012 m. | Cim més elevat de la Safor.                                                                     |
| Comtat                                 | Alt de la Safor                             |                   | Serra de la Safor                    | 1.012 m. | Cim més elevat de la Safor.                                                                     |
|                                        | la Sella                                    | Costera           |                                      | 1.003 m  | Cim més elevat de la Costera.                                                                   |
|                                        | Pico del Ave                                | Foia de Bunyol    | Serra del Ave                        | 950 m.   | Cim més elevat de la serra del Ave.                                                             |
|                                        | el Gorg                                     | Camp de Túria     | Serra Calderona                      | 908 m.   | Cim més elevat del Camp de Túria.                                                               |
|                                        | Alt de la Creu                              | Costera           | Serra Grossa                         | 900 m.   | Cim més elevat de la serra Grossa.                                                              |
| Vall d'Albaida                         | Alt de la Creu                              |                   | Serra Grossa                         | 900 m.   | Cim més elevat de la serra Grossa.                                                              |
|                                        | Alt de la Cova Alta                         | Comtat            | Serra d'Agullent                     | 882 m.   | Cim més elevat de la serra d'Agullent.                                                          |
| Vall d'Albaida                         | Alt de la Cova Alta                         |                   | Serra d'Agullent                     | 882 m.   | Cim més elevat de la serra d'Agullent.                                                          |
|                                        | Pic de l'Àguila                             | Alt Palància      | Serra Calderona                      | 878 m.   | Segon cim més elevat del Camp de Túria.                                                         |
| Camp de Túria                          | Pic de l'Àguila                             |                   | Serra Calderona                      | 878 m.   | Segon cim més elevat del Camp de Túria.                                                         |
|                                        | el Mondúver                                 | Safor             | Massís del Mondúver                  | 841 m.   | Cim més elevat del massís del Mondúver.                                                         |
|                                        | la Vella                                    | Baix Vinalopó     | Serra de Crevillent                  | 834 m.   | Cim més elevat del Baix Vinalopó i de la serra de Crevillent.                                   |
|                                        | la Colalta (o Colaita)                      | Foia de Bunyol    | Serra del Cavalló                    | 829 m.   | Cim més elevat de la serra del Cavalló.                                                         |
|                                        | Alto de los Cuchillos                       | Ribera Alta       | Serra del Cavalló                    | 790 m.   | Cim més elevat de la Ribera Alta.                                                               |
| Foia de Bunyol                         | Alto de los Cuchillos                       |                   | Serra del Cavalló                    | 790 m.   | Cim més elevat de la Ribera Alta.                                                               |
|                                        | Aldaia                                      | Safor             | Serra del Buixcarró                  | 752 m.   | Cim més elevat de la serra del Buixcarró.                                                       |
|                                        | Cap Gros del Montgó                         | Marina Alta       | Massís del Montgó                    | 752 m.   | Cim més elevat de la serra del Montgó.                                                          |
|                                        | Alt de la Nevera                            | Alt Palància      | Serra Calderona                      | 741 m.   | Cim més elevat del Camp de Morvedre.                                                            |
| Camp de Túria                          | Alt de la Nevera                            |                   | Serra Calderona                      | 741 m.   | Cim més elevat del Camp de Morvedre.                                                            |
| Camp de Morvedre                       | Alt de la Nevera                            |                   | Serra Calderona                      | 741 m.   | Cim més elevat del Camp de Morvedre.                                                            |
|                                        | la Foradada                                 | Marina Alta       | Serra de la Foradada                 | 738 m.   | Cim més elevat de la serra de la Foradada.                                                      |
|                                        | el Bartolo                                  | Plana Alta        | Serra del Desert de les Palmes       | 729 m.   | Cim més elevat de la serra del Desert de les Palmes.                                            |
|                                        | Tossal d'en Canes                           | Baix Maestrat     | Serra de la Vall d'Àngel             | 716 m.   | Cim més elevat de la serra de Vall d'Àngel                                                      |
|                                        | la Cuta                                     | Safor             | Serra d'Ador                         | 684 m.   | Cim més elevat de la serra d'Ador.                                                              |
|                                        | Talaia Grossa                               | Baix Maestrat     | Talaies d'Alcalà                     | 635 m.   | Cim més elevat de les Talaies d'Alcalà.                                                         |
|                                        | la Ratlla (la Mola)                         | Ribera Baixa      | Serra de Corbera                     | 626 m.   | Cim més elevat de la Ribera Baixa i de la Serra de Corbera.                                     |
| Ribera Alta                            | la Ratlla (la Mola)                         |                   | Serra de Corbera                     | 626 m.   | Cim més elevat de la Ribera Baixa i de la Serra de Corbera.                                     |
|                                        | Garbí                                       | Camp de Morvedre  | Serra Calderona                      | 593 m.   |                                                                                                 |
|                                        | el Dit d'Oltà                               | Marina Alta       | Serra d'Oltà                         | 589 m.   | Cim més elevat de la serra d'Oltà.                                                              |
|                                        | Cavall Bernat                               | Ribera Baixa      | Serra de Corbera                     | 587 m.   | Cim emblemàtic de la Serra de Corbera.                                                          |
|                                        | Campanilles                                 | Baix Maestrat     | Serra d'Irta                         | 573 m.   | Cim més elevat de la serra d'Irta.                                                              |
|                                        | Pico del Águila                             | Baix Segura       | Serra de Callosa                     | 568 m.   | Cim més elevat de la serra de Callosa.                                                          |
|                                        | Agulles de Santa Àgueda                     | Plana Alta        | Serra de les Agulles                 | 539 m.   |                                                                                                 |
|                                        | cim de Segària                              | Marina Alta       | Serra de Segària                     | 506 m.   | Cim més elevat de la serra de Segària.                                                          |
|                                        | Alt de Fontcalent                           | Alacantí          | Serra de Fontcalent                  | 446 m.   | Cim més elevat de la serra de Fontcalent.                                                       |
|                                        | Alt del Gobernador                          | Marina Baixa      | Serra Gelada                         | 400 m.   | Cim més elevat de la serra Gelada.                                                              |
|                                        | Penyal d'Ifac                               | Marina Alta       |                                      | 326 m.   | Cim emblemàtic.                                                                                 |
|                                        | Alto del Peral                              | Horta Sud         | Serra Perenxisa                      | 329 m.   | Cim més elevat de l'Horta Sud i de la serra Perenxisa                                           |
| Foia de Bunyol                         | Alto del Peral                              |                   | Serra Perenxisa                      | 329 m.   | Cim més elevat de l'Horta Sud i de la serra Perenxisa                                           |
|                                        | Cabeç Bord                                  | Camp de Túria     | Serra Calderona                      | 238 m.   | Cim més elevat de l'Horta Nord.                                                                 |
| Camp de Morvedre                       | Cabeç Bord                                  |                   | Serra Calderona                      | 238 m.   | Cim més elevat de l'Horta Nord.                                                                 |
| Horta Nord                             | Cabeç Bord                                  |                   | Serra Calderona                      | 238 m.   | Cim més elevat de l'Horta Nord.                                                                 |
|                                        | Pic dels Francesos                          | Ribera Baixa      | Muntanya de les Raboses (de Cullera) | 231 m.   | Cim més elevat de la Muntanya de les Raboses.                                                   |
|                                        | Benacantil                                  | Alacantí          |                                      | 164 m.   | Cim emblemàtic.                                                                                 |

## Font
- Vicenç M. Rosselló, Vicente Gozálvez, dirs. (1997), Atles Escolar del País Valencià, PUV (València), 50 pàg.
- ICV, Institut Cartogràfic Valencià.